# Gonolobus tingens
Gonolobus tingens är en oleanderväxtart som beskrevs av Joseph Decaisne. Gonolobus tingens ingår i släktet Gonolobus och familjen oleanderväxter. Inga underarter finns listade i Catalogue of Life.